# Clytra
Clytra is een geslacht van kevers uit de familie bladkevers (Chrysomelidae).
De wetenschappelijke naam van het geslacht werd in 1781 gepubliceerd door Laicharting.

## Soorten
- Clytra aliena Weise, 1897
- Clytra atraphaxidis Pallas, 1773
- Clytra binominata Monrós, 1953
- Clytra bodemeyeri Weise, 1900
- Clytra burmensis (Medvedev, 1998)
- Clytra camerunica Medvedev, 2006
- Clytra cyaneofasciata Medvedev, 1995
- Clytra elgae Medvedev & Regalin, 1998
- Clytra espanoli Daccordi & Petitpierre, 1977
- Clytra hajeki Medvedev & Kantner, 2002
- Clytra jelineki Lopatin, 1980
- Clytra laeviuscula Ratzeburg, 1837 - Zuidelijke mierenzakkever of Gladde zakkever
- Clytra miyatakei Kimoto & Gressitt, 1981
- Clytra morimotoi Kimoto & Gressitt, 1981
- Clytra natalensis Medvedev, 1993
- Clytra nepalica (Medvedev, 1998)
- Clytra nigrocincta Lacordaire, 1848
- Clytra novempunctata G.A. Olivier, 1808
- Clytra obesa Rapilly, 1982
- Clytra pubipennis Medvedev, 2006
- Clytra quadripunctata Linnaeus, 1758 - Vierstippige mierenzakkever
- Clytra rotundata L. Medvedev, 1961
- Clytra rubrimaculata Tang, 1992
- Clytra transvaalica Medvedev, 1993
- Clytra unicolor Kimoto & Gressitt, 1981
- Clytra valeriana Ménétries, 1832
- Clytra variomaculata Takizawa, 1986